# 清川站
清川站是南宁轨道交通1号线的地铁车站，位于中华人民共和国广西壮族自治区南宁市西乡塘区大学东路与秀厢大道交叉口地下。该站在2016年12月28日南宁轨道交通1号线西段通车时开放载客，设有5个出入口和1个岛式站台。

## 历史
清川站在2012年11月22日正式开工。1号线西段（石埠站－麻村站）在2016年11月底通过评审，具备与1号线东段（南湖站－火车东站）贯通运行的条件，并于12月28日开始试运行，清川站也因此而启用，成为1号线的中途站之一。

## 设施

### 结构
清川站设有2层，地面为出入口，地下一层为站厅，地下二层为1号线月台（往石埠／火车东站）的位置。
| 地面     | 出入口                    | 出入口                   |
| 地下一层 | 大堂                      | 客服中心、商店、自助服務 |
| 地下二层 |                           | █ 1号线列車往石埠方向    |
| 地下二层 | 島式月台                  |                          |
| 地下二层 | █ 1号线列車往火车东站方向 |                          |

### 出入口
清川站形似狹長的方形，設有5個出入口，其中C2出入口设有无障碍电梯。
| 出口編號            | 建議前往的目的地                                                 |
| ------------------- | ---------------------------------------------------------------- |
| A出入口             | 大学东路、清川大道、广西农业科学研究院、广西甘蔗研究所、科苑小区 |
| B出入口             | 枫华路、广西邮电技工学校、广西银行学校                           |
| C1出入口            | 陈西路、广西皮肤病医院、广西纺织工业学校                         |
| C2出入口            | 大学东路、陈西路、南宁市妇女儿童活动中心                         |
| D出入口             | 清川大道、广西农业机械研究院、广西医科大学第一附属医院（西院）   |
| 注： 設有无障碍电梯 |                                                                  |

## 服务及接驳公交
由于1号线小交路（火车东站－广西大学站）不停靠本站，因此工作日期间，本站全天的发车间隔为7分钟。双休日期间，低峰（早上6時30分至11時）行车间隔为7分钟，高峰时段（早上11時30分至晚上8時）5分钟，平峰时段（晚上8時至11時）6分钟。从清川开往火车东站的首班车在每天上午6时35分开出，末班车在每天晚上11时12分开出；开往石埠站的首班车在每天上午6时57分开出，而末班车则在每天晚上11时42分开出。
乘客可在本站周围换乘南宁公交4路、54路、55路、58路、66路、76路、83路、604路、605路和K1路，以及环2线等15条公交路线。